# Baolong, Wushan
Baolong (kinesiska: 抱龙) är en köping i sydvästra Kina. Den ligger i häradet Wushan i storstadsområdet Chongqing, omkring 360 kilometer nordost om det centrala stadsdistriktet Yuzhong. Antalet invånare är 19 472. Befolkningen består av 9 370 kvinnor och 10 102 män. Barn under 15 år utgör 18,0 %, vuxna 15-64 år 66 %, och äldre över 65 år 14,0 %.